# Erramun Martikorena
Erramun Martikorena (Baigorri, Baja Navarra, 1 de febrero de 1943) es un pastor, agricultor y músico vascofrancés, especializado en música tradicional en euskera.
Nació el 1 de febrero de 1943 en el seno de la familia Oxobia u Otsobi, en Baigorri. De hecho, tomó el apodo por el que se le conoce, Otsobi, de su lugar de nacimiento. Era el menor de tres hermanos y estudió en la escuela del barrio de Urdoz hasta los catorce años. Después de eso, se dedicó a las tareas agrícolas de la familia, y no abandonó este trabajo durante el resto de su vida, ya que el primer y más importante papel de Erramun Martikorena fue el de agricultor y pastor.
A pesar de no haber trabajado de manera profesional, Erramun Martikorena ha tenido muchos seguidores durante su carrera. Agricultor y pastor de profesión (él se define como "ante todo pastor"), sus canciones han estado estrechamente ligadas a la tierra y a la gente. Ha cantado principalmente versos de famosos bertsolaris y canciones populares del País Vasco francés, a menudo a capela. El arreglo de la canción Xalbadorren heriotzean, que hizo Xabier Lete, lo lanzó a la fama.
En la música fue autodidacta. De niño, escuchaba canciones vascas en casa. Su padre, que había estado en Estados Unidos, las cantaba, y su nieto pequeño escuchaba atentamente y las aprendía. Empezó la escuela sin saber francés, y allí un profesor notó que tenía un don especial para el canto. Por eso, a menudo le pedían que cantara delante de sus compañeros. En su juventud, también cantó en el ejército. Estuvo en Dreux (Francia), donde tuvo que aprender marchas militares y similares.
En 1969, ganó un concurso de canto celebrado en Lartzabal. Sin embargo, no quiso desaprovechar la oportunidad que le brindó ganar dicho concurso para dedicarse al canto.

## Carrera musical
Pasó varios años cantando sin actuar en público. Su primer álbum, Baigorriko artzain laboraria emitido en 1978 bajo la producción de Elkar. En este álbum, Erramun cantó varias canciones populares y algunos poemas, a capela como lo hace habitualmente, sin la ayuda de instrumentos musicales. Solo contó con el apoyo de su hermana Angele. En los arreglos musicales trabajó un músico de gran importancia a lo largo de su carrera, Mario Gachis. Erramun nunca fue el letrista de sus canciones, pero sí componía la melodía. Por ejemplo, en este primer álbum, musicalizó la famosa canción Maitia galdegin zautain. Más tarde, gracias al cantante Imanol Larzabal, la canción se hizo muy popular.
En 1981, publicó su segundo álbum, Otsobi, también producido por Elkar. Además de interpretar varias canciones populares, también musicalizó bertsos compuestas por Xalbador, Ernest Alkhat, Émile Larre y Mañex Etxamendi. Sin embargo, la canción más conocida del álbum es Oriko xoria, inédita.
En su primera etapa se basó en canciones populares y obras de versolaris del País Vasco francés, pero con la década de los 90 esta tendencia cambió y adaptó canciones de cantantes famosos del País Vasco, en el álbum Olerkarien oihartzun, del año 1993. Entre otras, aparecen Hegoak ("Txoria txori") de Mikel Laboa, Herri behera de Benito Lertxundi y Gu gira de Mixel Labéguerie, entre otras. Pero sobre todo, Martikorena se hizo famoso tras Xalbadorren heriotzean, armonizada por Xabier Lete.
Su último trabajo de estudio, Elorrietan loreak, del 2000, fue grabado con instrumentos de cuerda (mandolina, violonchelo, guitarra) y flauta travesera. Una vez más se inspiró en los versos y melodías populares de Xalbador y Etxahun-Iruri. Al año siguiente, publicó una colección de álbumes que ofrecía un panorama completo de su carrera: Kantuz sorto naiz eta.
En septiembre de 2004, el cantante anunció que dejaría de cantar en público. Dio su último concierto en Barcelona el 11 de noviembre de ese mismo año. Estas fueron las razones que dio para su retirada: «Me lo he tomado con calma, tras algunas dudas. En primer lugar, he pensado que he dedicado muchos años al canto, tengo la satisfacción de haber recorrido un camino y estoy pleno. También hay cansancio, ya que no me recupero tan fácilmente de caminar de noche así. Y además he formado una familia, tengo esposa y un hijo. Así que he decidido marcharme». Pero las cosas no quedaron ahí. Sus amigos prepararon una despedida digna para el gran y querido cantante. Tuvo lugar el 25 de abril de 2005 en la iglesia de Doneztebe, en Baigorri. Muchas personas entraron, y los que se quedaron fuera pudieron ver el homenaje en las pantallas instaladas allí. Martikorena estaba acompañada por muchos amigos ese día: Joseba Tapia, Mixel Ducau, Niko Etxart, Anje Duhalde, Iker Goenaga, Maialen Errotabehere, Eneko Labegerie, Pantxoa eta Peio, Mikel Markez, entre otros.
Aunque anunció su despedida, Erramun Martikorena ha vuelto a subirse a los escenarios en varias actuaciones especiales. Por ejemplo, en junio de 2007, en el concierto celebrado en el auditorio de Barañain para ayudar a construir una ikastola e instituto en Oztibar, y en octubre de 2008, en Urepel. La que pudo haber sido la última vez fueron sus breves apariciones en las actuaciones de la banda Zetak en Pamplona los días 3 y 4 de enero de 2025, para volver a cantar Xalbadorren heriotzean y el single que lanzó con esta misma banda, Itzulera, lanzado el año 2022.

## Discografía
- Baigorriko artzain laboraria (1978, Elkar)
- Otsobi (1981, Elkar)
- Primaderari (1986, IZ)
- Olerkarien oihartzun (1993, Elkar)
- Aire xaharretan (1995, Agorila)
- Herrian (1997, Agorila)
- Elorrietan loreak (2000, Agorila)
- Kantuz sortu naiz eta (2001, Elkar)
- Gure lurretik (2011, Elkar)